# Острівний пораке
Острівний пора́ке (Siphonorhis) — рід дрімлюгоподібних птахів родини дрімлюгових (Caprimulgidae). Представники цього роду мешкають на Великих Антильських островах.

## Види
Виділяють два види:
- Пораке гаїтянський (Siphonorhis brewsteri)
- Пораке ямайський (Siphonorhis americana)

Відомий також викопний представник цього роду: Siphonorhis daiquiri

## Етимологія
Наукова назва роду Siphonorhis походить від сполучення слів дав.-гр. σιφων — труба і ρις — ніздря.